# Евразийски таралежи
Евразийските таралежи, известни още като горски таралежи (Erinaceus) са род дребни бозайници от семейство Таралежови (Erinaceidae).

## Общи сведения
Евразийските таралежи са средни по размер бозайници. Дължината на тялото е 20 – 25 cm, а на опашката – 5 cm. Характерно за тях е наличието на покривка от бодли, видоизменени и удебелени косми, по гръбната и страничната част на тялото. Цветът на евразийските таралежи може да бъде различен. Горната част обикновено е тъмнокафява със светли върхове на бодлите, но може да бъде и черна или светла, до белезникаво-сивкава. Коремната част при различните видове е кафеникава, сива или черна, с или без различно по форма и размери бяло петно на гърдите.
Главата е голяма, а муцуната е удължена и силно подвижна. Характерно за черепа е, че теменните и челните кости са широки и изпъкнали със значително надочно стеснение. Долната страна на черепа е плоска и всички кости са разположени в една равнина. Евразийските таралежи имат по три пръста на крайниците си и дълги извити нокти. Тялото на таралежа, живеещ в България, е късо. Има удължена муцуна. Изпъкнали уши и къси крака. Има кафеникава козина с характерно бяло петно на гърдите. Горната, по-голяма част на тялото му е покрита с игли.
Когато се чувстват заплашени, се свиват на топка и използват бодлите си за защита. Те разкървавяват устата и носа на неприятелите си.
От ранна есен започват да се приготвят за зимен сън. Заспиват през октомври-ноември като се скриват под земята в изоставени дупки.
Събуждат се през март-април.
Когато не спят зимен сън се събуждат надвечер и тръгват на лов. Хранят се главно с безгръбначни животни, но също и с жаби, малки гризачи и птици, яйцата им, а също така и със змии, чиято отрова не им действа. Приемат и растителната храна – плодове, жълъди и др.
През пролетта, за кратко време, могат да се видят по 2 таралежа, тогава е любовният им период.

## Разпространение
Евразийските таралежи се срещат в умерените и субтропични области на Евразия и Северна Африка, представени са в Нова Зеландия. В Европа се срещат два вида – западноевропейски таралеж (Erinaceus europaeus) и източноевропейски (белогръд) таралеж (Erinaceus concolor). Границата между ареалите им преминава от северния бряг на Адриатическо море през Централна Европа до Полша и Северозападна Русия. В България се среща само белогръдият таралеж.
Живеят в гори, селскостопански дворове, предградия, градини, паркове, гробища.

## Начин на живот и хранене
Нощни животни. Ако се почувстват застрашени, се свиват на кълбо, като по този начин се защитават от потенциални врагове чрез своите бодли. Могат да плуват, да се катерят по стени и да бягат (развиват скорост до 2 м/с). За жилище може да им послужи някоя изоставена дупка, но също така си строят сами квартира, която покриват с шума. Обикновено дупката, която си изравят, се намира на 20 см в земята.
Често заспиват зимен сън. Хранят се главно с безгръбначни животни (плужеци, дъждовни червеи, бръмбари и други насекоми), но също и с жаби, малки гризачи и птици, птичи яйца и змии. Евразийските таралежи са и растителноядни – ядат още плодове, жълъди и др. Естествени врагове на таралежите са лисицата, язовецът и бухалът.

## Размножаване
Бременността трае 31 – 39 дни. Обикновено отглеждат едно поколение годишно, но понякога и две. От едно поколение излизат 4 – 5 малки. Те са слепи и ярко розови. Тежат 20 g. На 14-16-ия ден отварят очи. На 18-ия ден се образуват бодли по гърба им. Малките излизат от гнездото или дупката, когато станат на 3 – 4 седмици. На 5 – 6 седмици те стават напълно независими от своите родители. Достигат полова зрялост на 9 месеца. Половината евразийски таралежи умират преди да навършат една година. Започват да се размножават едва след като изкарат първата си зима. Живеят 3 – 4 години, но понякога възрастта им достига 6 – 8 години.

## Допълнителни сведения
- Таралежите, които се срещат на територията на България са вид, защитен от Закона за биологичното разнообразие.
- Една от лошите страни на таралежа е, че е преносител на заразни болести.
- В тишината звукът от неговото ходене много наподобява на човешки стъпки.

## Видове
- E. amurensis – Амурски таралеж
- E. concolor – Източноевропейски таралеж
- †E. davidi
- E. europaeus – Западноевропейски таралеж
- †E. osztramosi
- †E. praeglacialis
- E. roumanicus
- †E. samsonoviczi